# 奇氏似弱棘魚
奇氏似弱棘魚，為輻鰭魚綱刺尾鯛目弱棘魚科似弱棘魚屬的其中一種，分布於中西太平洋區的菲律賓Batangas海域，棲息深度約30公尺，體長可達13公分，為底棲性魚類，屬肉食性，可作為觀賞魚。